# Peronella tuberculata
Peronella tuberculata is een zee-egel uit de familie Laganidae.
De wetenschappelijke naam van de soort werd in 1918 gepubliceerd door Theodor Mortensen.